# 庫特拉爾科

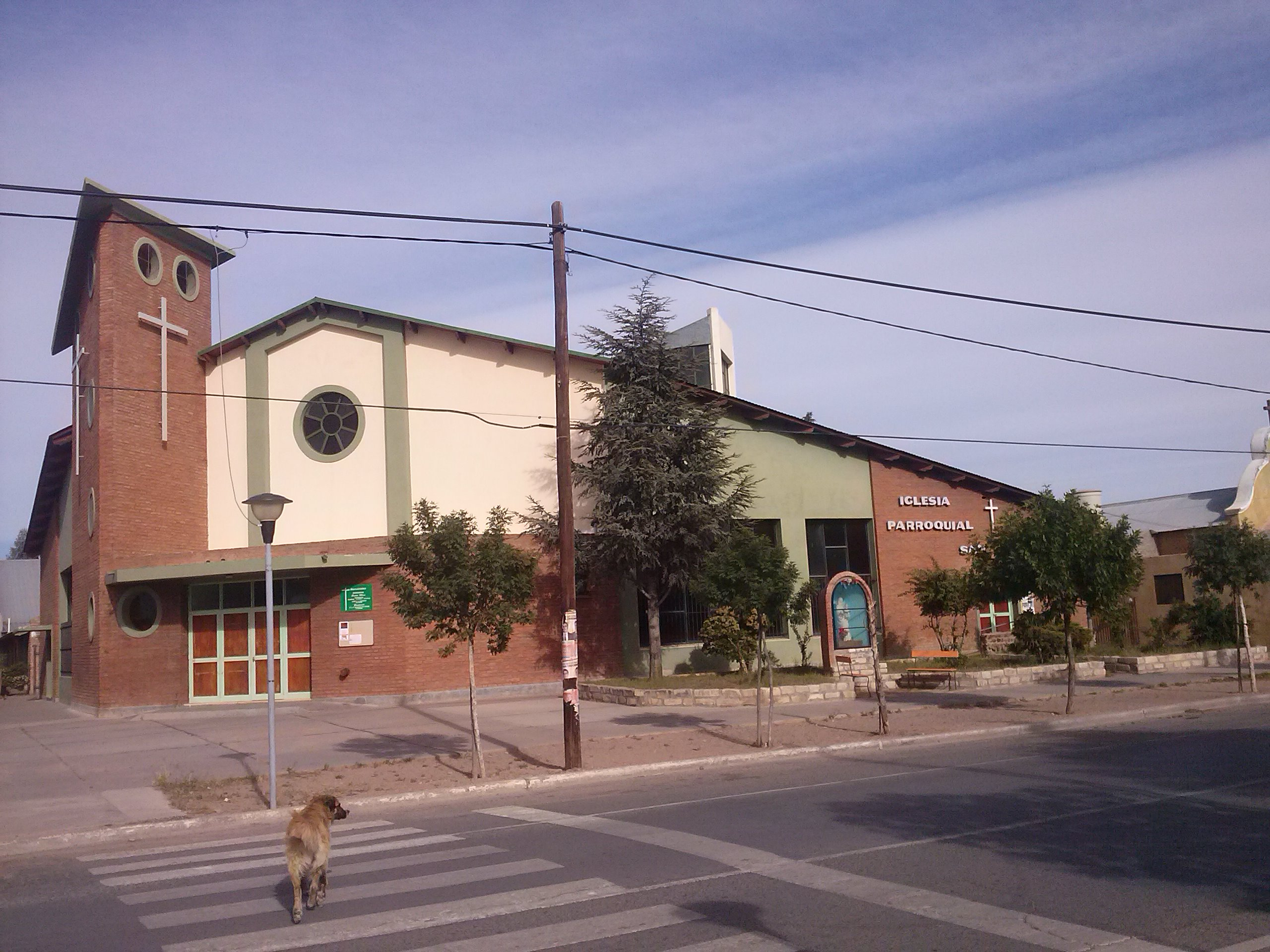
庫特拉爾科

庫特拉爾科（Cutral Co）是阿根廷的城鎮，位於該國西部，由內烏肯省負責管轄，始建於1933年10月22日，面積81平方公里，海拔高度541米，2012年人口45,185，人口密度每平方公里560人。

## 外部連結
- （西班牙文） Federal website
- （西班牙文） Municipal website